# Szpalta

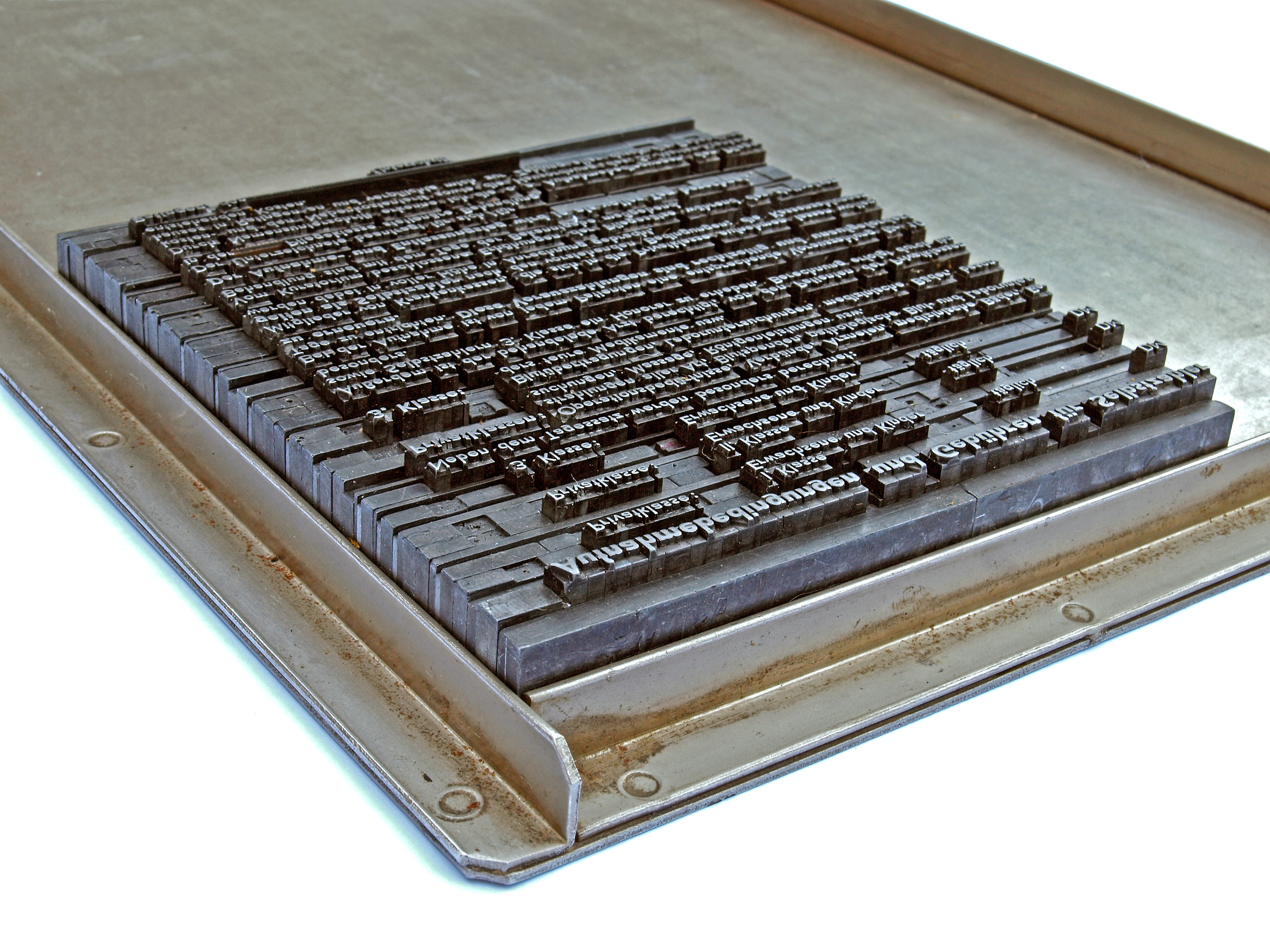
Szpalta na szufelce

Szpalta – termin zecerski oznaczający pierwszy, surowy skład tekstu, o docelowej szerokości wierszy, a długości (liczbie wierszy) wynikającej z objętości tekstu, złożony z czcionek lub wierszy linotypowych. Szpalta zawiera większość docelowych atrybutów tekstu, takich jak: krój pisma w odpowiedniej odmianie i stopniu, interlinię, wcięcia akapitowe itp.
Szpalta służyła do wykonania odbitki do pierwszej korekty (korekta szpaltowa) przed rozpoczęciem łamania. Po naniesieniu ewentualnej korekty szpalta w procesie łamania przenoszona była na kolumny, gdzie przyjmowała postać jednego lub więcej łamów poprzez odpowiednie rozmieszczenie jej wśród innych elementów kompozycyjnych i justunkowych kolumny. Na tym etapie nadal jeszcze pozostawała możliwość ingerencji w samą zawartość tekstu.
W projektowaniu prasy szpaltą nazywany jest często łam.
W wydawnictwach kartograficznych nazywana jest tak przygotowana do druku strona mapy dwustronnej.